# فلوبریگ
فلوبریگ (به لاتین: Fluebrig) یک کوه در سوئیس است که در کانتون اشووتس واقع شده‌است. فلوبریگ ۲٬۰۹۸ متر بالاتر از سطح دریا واقع شده‌است.